# Kwara'ae
Le kwara’ae (ou fiu) est une des langues des Salomon du Sud-Est, parlée par 32 400 locuteurs (1999) à Malaita. C'est la principale langue vernaculaire des Salomon et de nombreux locuteurs l'ont comme langue seconde.